# Сомервилль, Мэри
Мэри Фэрфекс Сомервилль (26 декабря 1780, Джедборо, Великобритания — 28 ноября 1872, Неаполь, Королевство Италия) — шотландская популяризатор науки, специалистка в области математики и астрономии. Её деятельность относится ко времени, когда участие женщин в науке было крайне ограниченным. Вслед за Каролиной Гершель Мэри Сомервилль стала второй женщиной, чей вклад в науку получил признание в Великобритании.

## Биография
Мэри Сомервилль была дочерью адмирала Уильяма Джорджа Фэрфакса. Родилась 26 декабря 1780 года в городе Джедборо (Скоттиш-Бордерс), в доме сестры своей матери, жены доктора Томаса Сомервилла (1741—1830), автора книги «Моя жизнь и время».
В 1804 году она вышла замуж за своего дальнего родственника, русского консула в Лондоне, капитана Сэмюэла Грейга, сына адмирала С. К. Грейга. В браке родились двое сыновей, один из которых, Воронцов Грейг (имя дано в честь посла России в Лондоне С. Р. Воронцова), стал впоследствии адвокатом и учёным. Муж умер через три года после свадьбы, в 1807 году. Полученное от мужа наследство дало Мэри возможность посвятить жизнь реализации своих научных интересов.
В 1812 году она вновь вышла замуж, на этот раз за своего кузена доктора Уильяма Соммервилля (1771—1860 гг.), который занимал пост инспектора Военно-медицинского совета. В этом браке у Мэри родилось ещё четверо детей. Уильям Соммервилль разделял и поддерживал увлечение супруги наукой, способствуя её знакомству с ведущими учеными своего времени.
В 1838 году Мэри Сомервилль вместе с мужем отправились в Италию, где они провели большую часть жизни.
Мэри Сомервилль умерла в Неаполе 28 ноября 1872 года и был похоронена там же, на Английском кладбище.
Через год после её смерти была издана автобиографическая книга «Личные воспоминания», содержащая её записи, сделанные в последние годы жизни. и представляющие большой интерес. Книга не только раскрывала подробности её жизни и особенности личности, но и стала свидетельством очевидца о жизни научного сообщества былых времен.

## Научная деятельность
Её талант привлек внимание ученых собеседников ещё до того, как её работы приобрели широкую известность. Так, в частности, известно обращённое к ней высказывание выдающегося французского математика и астронома Пьер-Симона Лапласа:
«Я знаю только трёх женщин, которые понимают, о чём я говорю. Это Вы, госпожа Сомервилль, Каролина Гершель и миссис Грейг, о которой мне ничего не известно» (При этом Мэри Сомервилль была первой и третьей из названных им женщин).
По просьбе лорда Брума Мэри взялась за перевод для «Общества распространения полезных знаний» работы П.-С. Лапласа «Mécanique Céleste». Ей удалось представить идеи, изложенные в этой работе, в доступной широким кругам читателей форме, и публикация этой книги в 1831 году под названием «Небесная механика» немедленно сделала её знаменитой. Мэри Сомервилль так комментировала процесс создания этой книги: «Я перевела работу Лапласа с языка алгебры на обычный язык».
Другие её произведения: «Взаимосвязь физических наук» (1834), «Физическая география» (1848), «Молекулярная и микроскопическая наука» (1869). Широкая популярность научно-популярных работ Мэри Сомервилль была обусловлена ясным и четким стилем изложения и мощным энтузиазмом, пронизывающим её тексты.
Помимо популяризации чужих научных идей, Мэри Сомервилль принадлежат и некоторые собственные научные разработки (например, широко используемая идея алгебраических переменных).
В 1834 году философ и преподаватель Кембриджа Уильям Уэвелл в обзоре книги «Взаимосвязь физических наук» впервые употребил термин «scientist» («учёный»). До того использовалось выражение «man of science» («ученый муж»), которое уже не подходило для характеристики Мэри Сомервилль.
В 1835 году она и Каролина Гершель стали первыми женщинами-членами Королевского астрономического общества. В том же году Мэри Сомервилль была назначена правительственная пенсия в размере 300 фунтов стерлингов.
В 1869 году Королевское географическое общество наградило её медалью королевы Виктории.

## Признание и память
- В честь Мэри Сомервилль назван Сомервилль-колледж в Оксфорде, Somerville House в г. Барнтисленд (Шотландия), где она жила некоторое время, и Somerville House — школа для девочек в Брисбене (Австралия).
- Один из комитетов шотландского парламента в Эдинбурге также был назван в её честь.
- Остров Сомервилль (провинция Нунавут, Канада) в проливе Барроу, назвал в её честь сэр Уильям Эдуард Парри в 1819 году, во время первой из четырёх своих арктических экспедиций.
- 5771 Сомервилль (1987 ST1) объект из Главного пояса астероидов, который обнаружил и назвал в её честь Э. Боуэлл из обсерватории Лоуэлла (Аризона) 21 сентября 1987 года.
- Кратер Сомервилль в восточной части Луны, расположенный к востоку от известного кратера Лангрен, и носивший название Лангрен J, прежде чем в 1976 г. Международный астрономический союз присвоил ему новое имя. Это один из немногих лунных кратеров, названных в честь женщины.
- В феврале 2016 года Королевский банк Шотландии объявил, что портрет Мэри Сомервилль будет изображен на новой полимерной банкноте в 10 фунтов стерлингов, запускаемой в обращение во второй половине 2017 года[9]. Таким образом, Мэри Сомервилль стала первой женщиной не из состава Королевской семьи Великобритании, чей портрет будет изображен на банкнотах, выпускаемых этим банком. Кандидатура Мэри Сомервилль была отобрана по итогам открытого голосования, проведенного банком в социальной сети Facebook[10]. Помимо Мэри Сомервилль, в тройку финалистов голосования вошли ученый Джеймс Максвелл и инженер Томас Телфорд.